# Grasseella microcosmi
Grasseella microcosmi is een soort in de taxonomische indeling van de Myzozoa, een stam van microscopische parasitaire dieren. Het organisme komt uit het geslacht Grasseella en behoort tot de familie Aggregatidae. Grasseella microcosmi werd in 1960 ontdekt door Tuzet & Ormieres.